# Zosterops mayottensis
Zosterops mayottensis — вид воробьиных птиц из семейства белоглазковых (Zosteropidae).

## Таксономия
Ныне вымершая птица Zosterops semiflavus ранее считалась подвидом данного вида. При этом сам вид Zosterops mayottensis иногда рассматривался как подвид Zosterops maderaspatanus.

## Распространение
В настоящее время встречаются только на Майотте и Коморских островах. Обитают в субтропических или тропических лесах, в том числе мангровых.

## Описание
Длина тела достигает 11 см. Верхняя сторона оливково-желтого цвета с зеленоватым оттенком. Лоб и грудка желтые. Брюшко каштановое. Хвост полностью чёрный. Клюв прямой, черноватый. Вокруг глаз белые кольца.

## Охранный статус
МСОП присвоил виду охранный статус LC.